# من هستم: چهل داستان از زندگی پس از مرگ
من هستم: چهل داستان از زندگی پس از مرگ (انگلیسی: Sum: Forty Tales from the Afterlives) کتابی در ژانر ادبیات گمانه‌زن اثر عصب‌پژوه آمریکایی دیوید ایگلمن است. تا تاریخ ۲۰۱۶ این کتاب در ۲۸ زبان چاپ شد. بارنز و نوبل این کتاب را یکی از بهترین کتاب‌های سال ۲۰۰۹ معرفی کردند. کلمه «Sum» در عنوان کتاب، کلمه‌ای لاتین به معنای «من هستم» است و اشاره به جملهٔ لاتین Cogito ergo sum (می‌اندیشم پس هستم) دارد.